# 保健站
保健站是一个集通线上的铁路车站，位于内蒙古自治区乌兰察布市化德县六十顷乡，建于1995年，目前为五等站，邮政编码为013358。目前客运：办理旅客乘降；不办理行李、包裹托运；不办理货运营业。